# اچ‌ام‌اس نیوهمپشایر (۱۶۵۳)

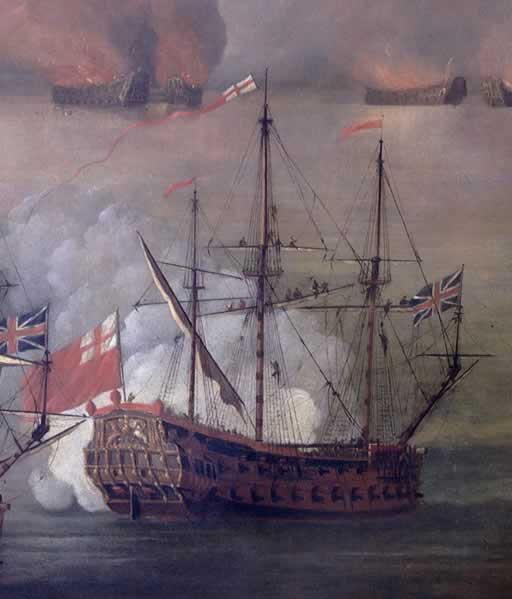
ساحل و ون گنت شش کشتی باربری را در نزدیکی کیپ اسپارتل، مراکش، در 17 اوت 1670 منهدم می کنند. در حال عبور از تنگه جبل الطارق، یک اسکادران متشکل از هفت کشتی الجزایری کورسیر یا باربری، خسارات قابل توجهی به تجارت انگلیسی و هلندی مدیترانه از الجزایر وارد می کردند.

اچ‌ام‌اس نیوهمپشایر (۱۶۵۳) (به انگلیسی: HMS Hampshire (1653)) یک کشتی بود که طول آن ۱۰۱ فوت ۹ اینچ (۳۱٫۰ متر) بود.